# غوستافو كانيت
غوستافو كانيت (بالإسبانية: Gustavo Cañete)‏ هو مدرب كرة قدم ولاعب كرة قدم باراغواياني، ولد في 4 أبريل 1977 في سلامنكا في إسبانيا. لعب مع نادي أمريكا.

## وصلات خارجية
- غوستافو كانيت على موقع الاتحاد الدولي (مؤرشف)  (الإنجليزية)
- غوستافو كانيت على موقع قاعدة بيانات كرة القدم.إي يو (الإنجليزية)
- غوستافو كانيت على موقع Soccerway.com (الإنجليزية)